# Ерохин, Алексей Фёдорович
Алексе́й Фёдорович Еро́хин (1920, Шейно, Пензенская губерния — 9 июля 1943, Курская область) — старший сержант Рабоче-крестьянской Красной армии, участник Великой Отечественной войны, Герой Советского Союза (1943).

## Биография
Алексей Ерохин родился в семье крестьянина в 1920 году в селе Шейно (ныне — Пачелмский район Пензенской области). Получил неполное среднее образование. До призыва в армию проживал в селе Топольное Угловского района Алтайского края. В августе 1940 года Ерохин призван Угловским райвоенкоматом на службу в Рабоче-крестьянскую Красную армию. С мая 1942 года — на фронтах Великой Отечественной войны. Принимал участие в боях на Западном и Воронежском фронтах. К июлю 1943 года старший сержант Алексей Ерохин командовал орудием 1177-го истребительно-противотанкового артиллерийского полка 14-й истребительно-противотанковой бригады Воронежского фронта. Отличился во время Курской битвы.
6-7 июля 1943 года расчёт Ерохина вёл бой в районе посёлка Покровка, уничтожив восемь немецких танков. Когда наводчик выбыл из строя, Ерохин заменил его собой и лично подбил два танка противника. В том бою получил тяжёлые ранения, от которых скончался 9 июля 1943 года в госпитале. Похоронен в селе Пушкарное Обоянского района Курской области.
Указом Президиума Верховного Совета СССР от 21 сентября 1943 года за «мужество и героизм, проявленные в Курской битве», старший сержант Алексей Ерохин посмертно был удостоен высокого звания Героя Советского Союза. Также посмертно был награждён орденом Ленина.